# Тасаки, Итидзи
Итидзи Тасаки (田崎一二 , Ichiji Tasaki, 10 октября 1910 — 4 января 2009) — американский нейробиолог японского происхождения, возглавлял лабораторию в Национальном институте неврологических расстройств и инсульта в США. Тасаки открыл изолирующую функцию миелиновой оболочки. Эти исследования помогли в понимании причин рассеянного склероза, когда миелин в оболочках нервных волокон повреждается или разрушается. 

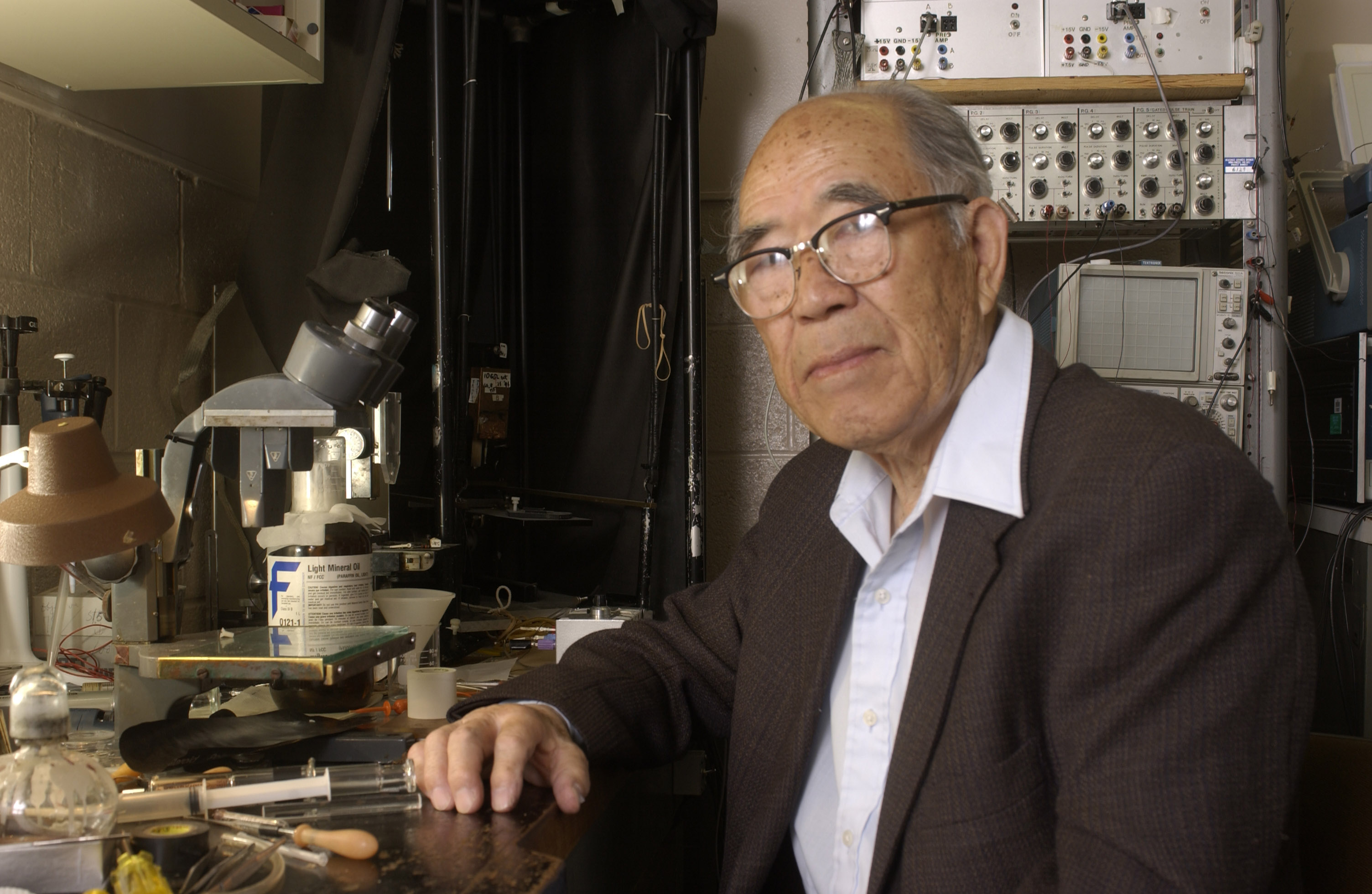
Доктор Тасаки в 2000 году

## Научная деятельность
Тасаки открыл изолирующую функцию миелина в нервной системе. Исследуя проводимость аксонов, он установил, что сигналы могут проходить даже через 1-2 анестезированных нервных узлов, но при большем расстоянии ток становится подпороговым. Эти результаты были опубликованы в Американском физиологическом журнале. С началом Второй мировой он не мог больше публиковать свои работы в США, так что переправил рукописи в Германию, куда они были доставлены на подводной лодке через Южную Америку. О том, что они были напечатаны, Тасаки узнал только после войны.